# Délégation interministérielle à la ville
Pour les articles homonymes, voir Délégation interministérielle.
En France, l'institutionnalisation de la politique de la ville en 1988 voit la création d'une Délégation interministérielle à la ville (DIV, instance d’animation et d’exécution) à côté d'un Conseil national des villes (instance de proposition) et d'un Comité interministériel des villes (instance de décision). 
Placée auprès du Premier ministre, la délégation est placée sous l'autorité d'un délégué interministériel nommé par décret en conseil des ministres et elle est rattachée à son origine, pour sa gestion, au ministère chargé de l'Urbanisme et du Logement.